# Daulia arizonensis
Daulia arizonensis là một loài bướm đêm trong họ Crambidae.